# Ruth Reeves
Pour les articles homonymes, voir Reeves.
Ruth Reeves, née le 14 juillet 1892 à Redlands (Californie) et morte à New Delhi (Inde) le 23 décembre 1966 est une artiste peintre américaine, également illustratrice, affichiste, muraliste, enseignante et surtout designer de textiles, une profession qui n'existait pas encore formellement dans son pays au début du XXe siècle. 
Elle est active pendant la période Art déco. Influencée par le cubisme, elle puise son inspiration dans la vie de tous les jours et dans les artisanats traditionnels des communautés de Shakers, des peuples autochtones d’Amérique, d’Amérique centrale et des Andes.

## Biographie
Ruth Reeves étudie à l' Institut Pratt,  à New York  de 1910 à 1911, puis  de 1912 à 1913  à la San Francisco Art Institute et de 1913 à 1915  à l'Art Students League of New York où elle suit les cours de Robert Henri. 
Après la Première Guerre mondiale, en 1920, elle se rend à Paris pour suivre de 1921 à 1927 les cours de l'Académie Moderne de Fernand Léger,. À Paris, elle travaille comme illustratrice pour Fairchild Publications.
De retour aux États-Unis, elle s'installe dans la colonie d’artistes de New City (New York) dans le comté de Rockland.
Ruth Reeves crée des peintures murales, des meubles et des papiers peints, mais surtout des textiles comme des tapis, en utilisant la technique de teinture à la cuve et la sérigraphie, ce qui permet une reproduction rapide. Les motifs de ses textiles sont souvent inspirés de sa propre vie, comme sa première pièce South Mountain, qui porte le nom de la rue où elle vivait avec sa famille dans la colonie d'artistes.
En 1928, elle adhère à l'American Union of Decorative Artists and Craftsmen et participe à sa première exposition à l' American Designers' Gallery à New York. Cette association L'A.U.D.A.C. est constituée d'un groupe de designers et d'artistes qui souhaitent combler le fossé entre l'art et l'industrie aux États-Unis.
En Amérique, le domaine du design textile était peu respecté et il n'existait pratiquement aucune formation officielle, mais Reeves, qui avait une formation de peintre, crée sa propre voie. Sa carrière commence à son retour aux États-Unis, où elle se lie d'amitié avec Donald Deskey, Henry Varnum Poor et d'autres designers innovants de son époque. Ensemble, elle et plusieurs autres designers ouvrent l'American Designers Gallery en 1928 dans le but de donner une définition du design moderne américain et d'offrir aux Américains une vision cohérente d'un style national.
En 1930, Ruth Reeves est chargée par les magasins de luxe W. & J. Sloane (en) de créer un groupe de textiles narratifs pour l'International exhibition of Decorative Metalwork and Cotton Textiles,.
Le commanditaire n'ayant pas suivi l'évolution du projet de Ruth Reeves est désappointé par le résultat. qu'il estime trop moderne et qui est boudé par sa clentèle.
La tapisserie ornementale American Scene montre dans des couleurs atténuées une multitude de petits groupes de personnes qui donnent une impression variée et vivante de la vie quotidienne aux États-Unis dans différentes situations en famille, au travail dans les sports. Le tapis de toile Manhattan fabric  qui reproduit fidèlement la dynamique et la silhouette de la ville au début des années 1930, est similaire. On y voit l'Empire State Building, le Brooklyn Bridge et la statue de la Liberté, ainsi que des voitures, des trains et des personnes,.
En 1932, Ruth Reeves réalise les motifs de tapis et de tapisserie pour le grand foyer du Radio City Music Hall, New York (nature morte avec instruments de musique, papier et lin). Les motifs sont des instruments de musique abstraits, comme la guitare, l'accordéon et les saxophones, qui correspondent au but du hall et à l'esprit de l'époque du jazz. Elle est clairement influencée par le cubisme français, tel que représenté par Léger. Mais elle s'est également inspirée des tableaux fauves de Raoul Dufy et des textiles avant-gardistes de Sonia Delaunay ; elle a certainement aussi étudié les travaux de Bianchini-Férier. Ces influences font d'elle une créatrice de mode progressiste qui a donné une forte impulsion au design moderne aux États-Unis.
En 1935, Ruth Reeves fonde avec Romana Javitz l'Index of American  Design. Un projet, qui fait partie du  programme du New Deal, le Federal Art Project, pendant les années de la Grande dépression,.
L'index se compose de 18000 aquarelles spécialement réalisées, qui documentent avec précision le design depuis le début de l'ère coloniale jusqu'en 1900 avec un accent mis sur la culture Shakers.
Pendant cette période, Ruth Reeves enseigne également à l'Université Columbia  et à la Cooper Union Art School, New York.
Elle entreprend également des voyages d'étude au Guatemala (1934),  et pendant la Deuxième Guerre mondiale en Équateur (1941), au Pérou et en Bolivie pour étudier l'artisanat traditionnel de ces pays, notamment dans le domaine des textiles,.
Au milieu des années 1950, elle s'installe en Inde en tant que boursière du programme Fulbright et travaille ensuite pour le All-India Handicrafts Board à New Delhi jusqu'à sa mort dix ans plus tard.
Ses archives sont conservées au Smithonian.

## Publications
- (en) Cire perdue casting in India, Crafts Museum, New Delhi, 1962 (OCLC 346854).
- (en) Folk metals of India, New Delhi, Handicrafts and Handlooms Exports Corp. of India, 196? (OCLC 50607700).